# Pero patriciata
Pero patriciata là một loài bướm đêm trong họ Geometridae.